# Susanne Schultz-Nielsson
Susanne Schultz-Nielsson (Aarhus, Dinamarca, 8 de julio de 1960) es una nadadora danesa retirada especializada en pruebas de estilo braza, donde consiguió ser medallista de bronce olímpica en 1980 en los 100 metros.

## Carrera deportiva
En los Juegos Olímpicos de Moscú 1980 ganó la medalla de bronce en los 100 metros braza, con un tiempo de 1:11.16 segundos, tras la alemana Ute Geweniger y la soviética Elvira Vasilkova.
Y en el Campeonato Mundial de Natación de 1978 celebrado en Berlín ganó el bronce en los 200 metros estilo braza.